# David Freese
David Richard Freese (Corpus Christi, 28 aprile 1983) è un ex giocatore di baseball statunitense.

## Carriera

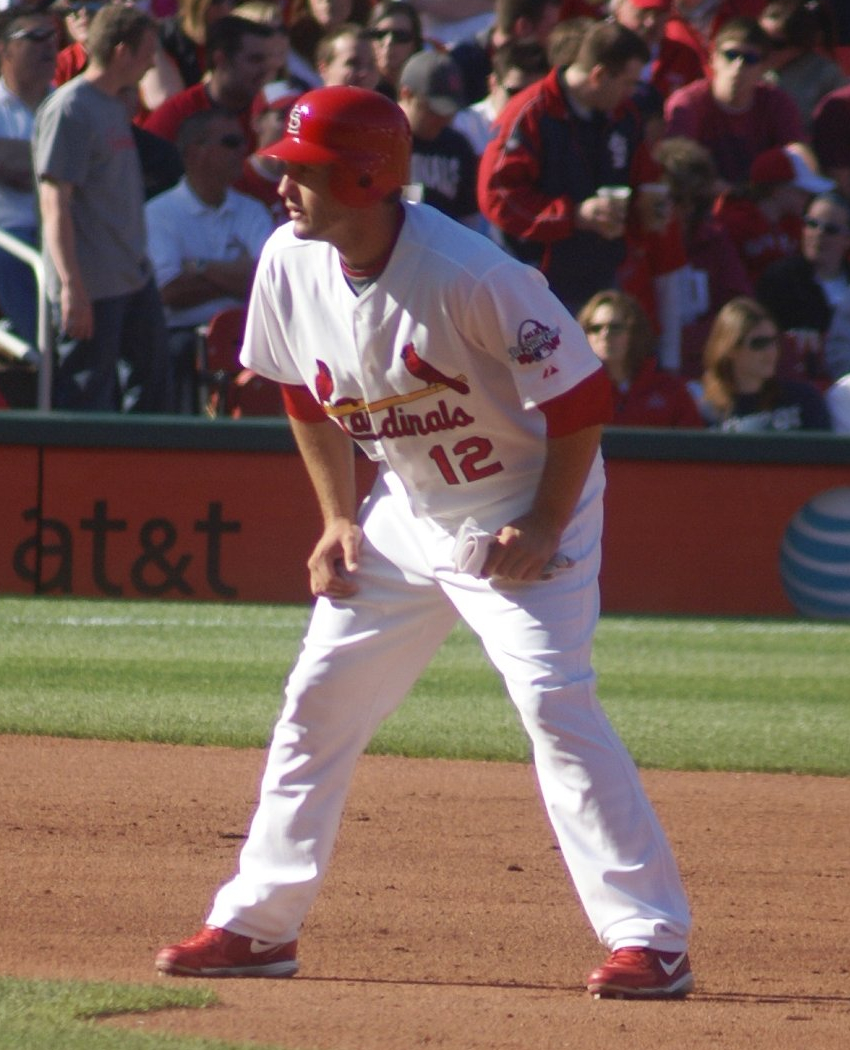
Freese con i Cardinals nel 2009

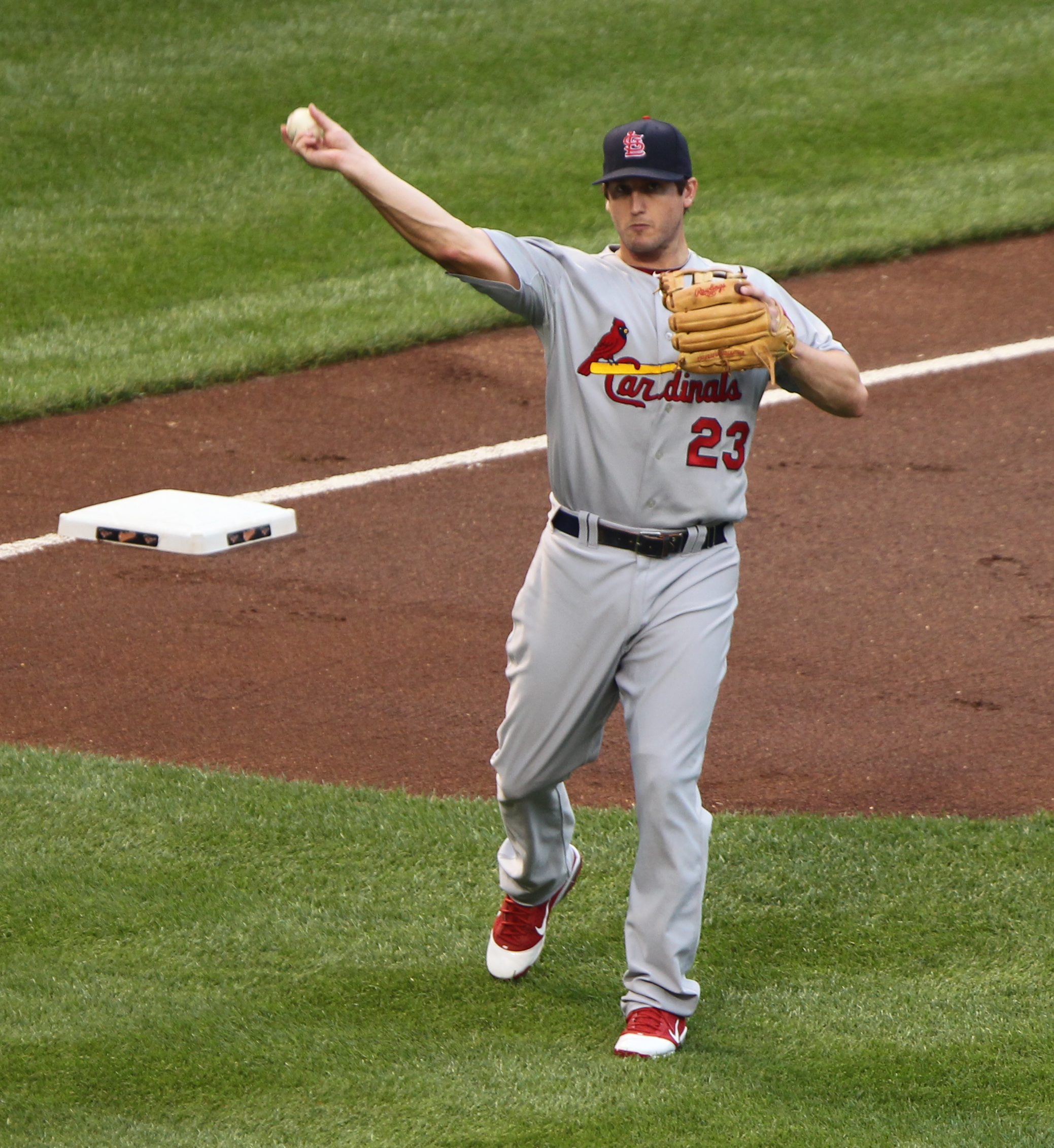
Freese con i Cardinals nel 2011

### Minor League (MiLB)
Freese è nato a Corpus Christi nel Texas ed è cresciuto a Wildwood, cittadina nell'area metropolitana di St. Louis, Missouri.
Si diplomò alla  Lafayette High School di Wildwood nel 2001 e si iscrisse all'Università del Missouri di Columbia, scegliendo però di non entrare nella squadra di baseball del college. Ricominciò a giocare a baseball nel 2005 quando si iscrisse al St. Louis Community College-Meramec di Kirkwood. L'anno seguente si trasferì alla University of South Alabama di Mobile per giocare con i Jaguars, la squadra del college.
Prima del draft 2006, i Boston Red Sox tentarono di ingaggiare Freese come free agent per 90.000 dollari. Tuttavia la stagione dei Jaguars continuò fino alle college world series prolungando la stagione di Freese, che terminò oltre il tempo limite concesso per la firma dal regolamento. Fu selezionato nel 9º turno del draft MLB 2006 dai San Diego Padres.
Nel suo primo anno nella Minor League giocò in Classe A e in Classe A-breve mentre nel 2007 giocò l'intera stagione in Classe A-avanzata. Il 14 dicembre i Padres scambiarono Freese con i St. Louis Cardinals, in cambio di Jim Edmonds.
La stagione 2008 di Freese iniziò con una promozione in Tripla-A, dove giocò per l'intera stagione.

### Major League (MLB)
Freese debuttò nella MLB nella giornata inaugurale della stagione, il 7 aprile 2009 al Busch Stadium di St. Louis, contro i Pittsburgh Pirates. Giocò durante la stagione d'esordio 17 partite in Major e 64 in Minor League. Nel 2011 fu colpito da un lancio e si fratturò la mano destra, perdendo 51 partite. Nel post-stagione dei Cardinals fu uno dei giocatori determinanti per la conquista delle World Series 2011, fu nominato prima MVP della National League Championship Series e poi MVP delle World Series, ricevendo inoltre il Babe Ruth Award.
Nel 2012 partecipò per la prima volta al'All-Star Game.
Il 22 novembre 2013, i Cardinals scambiarono Freese e Fernando Salas con i Los Angeles Angels of Anaheim per Peter Bourjos e Randal Grichuk. Terminata la stagione 2015 divenne free agent.
L'11 marzo 2016 firmò un contratto annuale del valore di 3 milioni con i Pittsburgh Pirates.
Il 31 agosto 2018, i Pirates scambiarono Freese con i Los Angeles Dodgers in cambio del giocatore di minor league Jesus Manuel Valdez. 
Il 12 ottobre 2019, dopo l'eliminazione dei Dodgers dalla National League Championship Series, Freese annunciò il proprio ritiro dal baseball professionistico.

## Palmarès

### Club
- World Series: 1

St. Louis Cardinals: 2011

### Individuale
- MVP delle World Series: 1

2011
- MVP della National League Championship Series: 1

2011
- MLB All-Star: 1

2012
- Babe Ruth Award: 1

2011
- Giocatore della settimana: 1

NL: 2 maggio 2010